# Карткісяк
Карткіся́к (рос. Карткисяк, башк. Ҡарткиҫәк) — присілок у складі Аскінського району Башкортостану, Росія. Адміністративний центр та єдиний населений пункт Карткісяківської сільської ради.
Населення — 512 осіб (2010; 676 у 2002).
Національний склад:
- башкири — 96 %